# Jennifer Johnson
Jennifer Johnson (San Diego, 2 augustus 1991) is een Amerikaanse golfprofessional. Ze debuteerde in 2011 op de LPGA Tour.

## Loopbaan
Johnson speelde college golf op de Arizona State University. In 2010 werd ze golfprofessional. In 2011 maakte ze haar debuut op de Futures Tour. Ze boekte geen successen, maar kwalificeerde op het einde van het golfseizoen voor de LPGA Tour.
In 2011 debuteerde ze op de LPGA Tour en speelde in 2012 haar eerste volledige golfseizoen. In mei 2013 behaalde ze haar eerste LPGA- en profzege door de Mobile Bay LPGA Classic te winnen.

## Prestaties

### Amateurs
- 2008: California Women's Amateur, Rolex Tournament of Champions

### Professional
LPGA Tour
| Nr. | Datum       | Toernooi                | Score           | Score | Info |
| --- | ----------- | ----------------------- | --------------- | ----- | ---- |
| 1   | 19 mei 2013 | Mobile Bay LPGA Classic | 67-70-65-65=267 | –21   |      |

## Teamcompetities
Amateur
- Junior Solheim Cup ( USA): 2009 (winnaars)
- Curtis Cup ( USA): 2010 (winnaars)